# Гаро (народ)
Га́ро — народ в восточной Индии и северном Бангладеш.

## Численность и расселение
Общая численность около 1,2 млн. человек, в том числе в Индии — более 1 млн. человек, в Бангладеш — около 127 тыс. человек.
В Индии живут в основном в штате Ассам (округа Камруп, Гоалпара, Карби-Англонг) и штате Мегхалая (район гор Гаро (Garo Hills).
В Бангладеш населяют север области Дакка.

## Язык
Говорят на языке гаро, принадлежащем к языковой подгруппе бодо-гаро тибето-бирманской группы сино-тибетской языковой семьи.

## Религия
Подавляющее большинство гаро в основном христиане (Индия), хотя есть некоторые сельские очаги, где по-прежнему распространены традиционные религии и традиции (особенно в Бангладеш).